# E.T. Adventure
E.T. Adventure is een hangende darkride in het Amerikaanse attractiepark Universal Studios Florida. Dezelfde attractie was te vinden in de attractieparken Universal Studios Hollywood en Universal Studios Japan, maar deze zijn inmiddels afgebroken.

## Rit

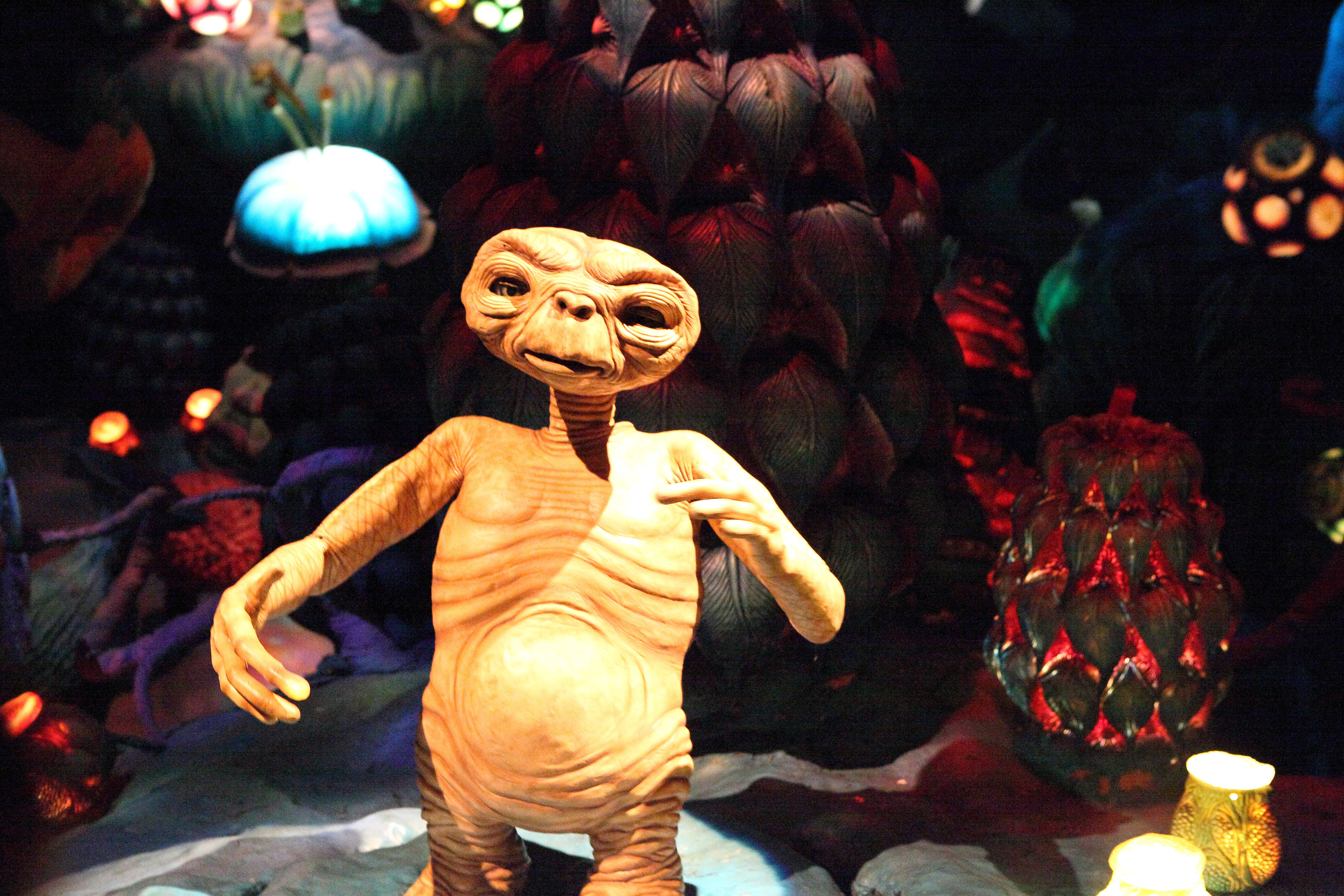
Animatronic van E.T.

De wachtrij bestaat uit een voorshow, waarin Steven Spielberg zijn ervaringen als regisseur van de film E.T. verteld. Hierna lopen bezoekers door een hal gedecoreerd als bos. In dit bos ligt het station van de darkride.
De darkride volgt de verhaallijn van de film E.T. van Steven Spielberg. De attractie heeft een bijzonder transportsysteem, bestaand uit gondels. In iedere gondel is plaats voor twaalf bezoekers. De bezoekers zitten niet in stoelen, maar op fietsen. Voorop de gondel staat een mand waarin zich E.T. bevindt. Tijdens de rit steekt hij af en toe zijn hoofd omhoog. Tijdens de 5 minuten durende rit 'zweven' bezoekers met circa 8 km/u door de scenes.
In totaal zijn er voor de attractie door Sally Dark Rides 300 animatronics en planten geproduceerd. De baan is naar de hand van Intamin. De attractie kan 1500 personen per uur verwerken.

## Geschiedenis
Op 7 juni 1990 opende de attractie in Universal Studios Florida. Het is nog de enige locatie waar de darkride geopend is. Een jaar later, op 12 juni, opende E.T. Adventure in Universal Studios Hollywood. Tien jaar later, 31 maart 2001, opende E.T. Adventure in Universal Studios Japan. 
De versie in Hollywood sloot als eerste van de drie, in 2003, de deuren om plaats te maken voor Revenge of the Mummy. Op 10 mei 2009 volgende Japan. De attractie werd vervangen door Space Fantasy – The Ride.